# Донський округ
Донський округ — адміністративно-територіальна одиниця у Південно-Східній області (з листопада 1924 — Північнокавказького краю), що існувала у 1924⁣ — ⁣1930 роках.

## Історія
Донський округ було утворено 2 червня 1924 року. Центром округу стало місто Ростов-на-Дону.
4 березня 1929 року до Донського округу було приєднано Таганрозьку округу. Центр Донського округу було перенесено до Таганрогу.
30 липня 1930 Донський округ, як і більшість інших округів СРСР, було скасовано. Його райони відійшли в пряме підпорядкування Північнокавказького краю.
Населення округу у 1926 році становило 1126,7 тисячі осіб:
- росіяни — 46,1 %
- українці — 44,2 %;
- вірмени — 4,0 %;
- євреї — 2,4 %;
- білоруси — 1,0 %.[2]

## Склад
За даними на 1926 рік у складі округу налічувалося 10 районів:
- Азовський,
- Аксайський,
- Багаєвський,
- Батайський,
- Єйський,
- Кущевський,
- Мечетинський,
- Новочеркаський,
- Семикаракорський,
- Старомінський.

Райони поділялися на 162 сільські ради.